# 2020年夏季奥林匹克运动会图瓦卢代表团
2020年夏季奥林匹克运动会图瓦卢代表团是图瓦卢所派出的，因2019冠状病毒病疫情而延期至2021年举办的第32届夏季奥林匹克运动会的代表团。这是该国第四次参加夏季奥运。

## 田径
图瓦卢有两名田径运动员获外卡邀请，得以参加奥运。
注
- 径赛运动员的预赛、1/4决赛和半决赛排名是该运动员所在小组的排名，而非总排名
- Q = 直接晋级至下一轮
- q = 径赛：因在所有未直接晋级选手中成绩靠前而获得剩下的晋级名额；田赛：未达到晋级标准成绩但总排名靠前

径赛和公路赛
| 运动员         | 项目      | 预赛     | 预赛 | 1/4决赛 | 1/4决赛 | 半决赛 | 半决赛 | 决赛   | 决赛   |
| 运动员         | 项目      | 成绩     | 排名 | 成绩    | 排名    | 成绩   | 排名   | 成绩   | 排名   |
| -------------- | --------- | -------- | ---- | ------- | ------- | ------ | ------ | ------ | ------ |
| Karalo Maibuca | 男子100米 | 11.42 NR | 9    | 未晋级  | 未晋级  | 未晋级 | 未晋级 | 未晋级 | 未晋级 |
| Matie Stanley  | 女子100米 | 14.52 PB | 8    | 未晋级  | 未晋级  | 未晋级 | 未晋级 | 未晋级 | 未晋级 |